# Mauro Cejas
Mauro Emiliano Cejas (Adrogué, Provincia de Buenos Aires, Argentina; 24 de agosto de 1985) es un futbolista argentino nacionalizado mexicano. Juega como mediocampista ofensivo y su primer equipo fue Temperley. Es nieto del exarquero Agustín Mario Cejas.

## Trayectoria
Se inició en las divisiones inferiores de Temperley, en donde jugó entre el 2002 y el 2004, debutó con en el primer equipo el 23 de febrero de 2003 en la victoria de su equipo sobre Argentino de Rosario por 4-2, donde también marcó su primer gol con el equipo y el último de los goles celestes. En el 2005 fue transferido a Newell's Old Boys, donde logró su debut en primera división el 3 de abril de 2005 en la derrota como local de la Lepra 3-4 ante Instituto de Córdoba. Formó parte del equipo en la Copa Libertadores 2006 siendo este su primer torneo internacional en donde llegó hasta octavos de final. Jugó en total 57 partidos con el club y anotó tres goles.
Llegó al fútbol mexicano para jugar en Tecos de la UAG el Torneo Apertura 2007, debutó con el equipo el 3 de agosto de 2007 en la derrota 4-1 contra Pachuca y anotó su primer gol el 7 de septiembre del mismo año en la victoria de Tecos 2-1 sobre Jaguares de Chiapas. Fue cedido a Monterrey el Torneo Apertura 2008 donde estuvo seis meses, jugó únicamente ocho partidos y solo dos de ellos como titular.
En mayo de 2009, se convirtió en el refuerzo de la Universidad San Martín de Porres de Perú para afrontar los partidos de octavos de final de la Copa Libertadores y algunos encuentros del torneo local. Jugó su primer partido el 14 de junio de 2009 contra Sport Huancayo y su único gol con el equipo fue el 28 de junio en la victoria 4-1 sobre Juan Aurich.
Regresó a Estudiantes Tecos para el Apertura 2009; tuvo destacadas actuaciones y fue titular en prácticamente todos los encuentros que disputó. En el Apertura 2011 fue contratado por Pachuca en una transacción de 20 millones de pesos más los derechos federativos de Hérculez Gómez. Debutó con el club el 23 de julio de 2011 en la derrota de Pachuca como local contra Santos Laguna por marcador de 1-4. Su primer anotación fue el 13 de agosto de 2011 en la victoria 3-0 sobre Toluca.
Para el Clausura 2013 paso a Santos Laguna junto con su compañero Nestor Calderón mediante un truque entre las directivas de ambos clubes. Llegó al equipo con una lesión y debido a esto tuvo que esperar hasta la penúltima jornada para poder debutar, así, jugó su primer partido el 27 de abril en la derrota 1-0 frente a Cruz Azul. Su primer gol con el equipo se dio el 13 de septiembre en la victoria como local de Santos Laguna frente al América por marcador de 2-1.
Tras su paso por Santos Laguna, el Pitu firmó con Monarcas Morelia para el Apertura 2015. Después de una mal campaña, el club michoacano entró en una reestructuración en donde Cejas fue contemplado por el estratega Alfredo Tena para encarar tanto el torneo local como la Copa Libertadores.
Después de estar un año en Monarcas Morelia, confirmó que estaría con Puebla para disputar el Clausura 2016 en México y la Copa Libertadores.

## Clubes
| Club                      | País      | Año       |
| ------------------------- | --------- | --------- |
| Temperley                 | Argentina | 2002-2004 |
| Newell's Old Boys         | Argentina | 2005-2007 |
| Tecos de la UAG           | México    | 2007-2008 |
| Monterrey                 | México    | 2008      |
| Universidad de San Martín | Perú      | 2009      |
| Estudiantes Tecos         | México    | 2009-2011 |
| Pachuca                   | México    | 2011-2012 |
| Santos Laguna             | México    | 2013-2014 |
| Monarcas Morelia          | México    | 2015      |
| Puebla                    | México    | 2016      |
| Unión de Santa Fe         | Argentina | 2017      |
| Racing de Córdoba         | Argentina | 2018-2019 |
| Sarmiento de Humboldt     | Argentina | 2019-2020 |
| San Justino               | Argentina | 2020-2021 |
| La Base                   | Argentina | 2021-Act. |

## Estadísticas
- Actualizado al 30 de junio de 2019

| Club                                         | Div.                | Temporada           | Liga | Liga | Copa Nacional | Copa Nacional | Copa Internacional | Copa Internacional | Total | Total |
| Club                                         | Div.                | Temporada           | PJ   | G    | PJ            | G             | PJ                 | G                  | PJ    | G     |
| -------------------------------------------- | ------------------- | ------------------- | ---- | ---- | ------------- | ------------- | ------------------ | ------------------ | ----- | ----- |
| Temperley Argentina                          |                     |                     |      |      |               |               |                    |                    |       |       |
| 3.ª                                          | 2002/03             | 2                   | 1    | -    | -             | -             | -                  | 2                  | 1     |       |
| 3.ª                                          | 2003/04             | 37                  | 3    | -    | -             | -             | -                  | 37                 | 3     |       |
| 3.ª                                          | 2004/05             | 16                  | 4    | -    | -             | -             | -                  | 16                 | 4     |       |
| Total                                        | Total               | 55                  | 8    | -    | -             | -             | -                  | 55                 | 8     |       |
| Newell's Argentina                           |                     |                     |      |      |               |               |                    |                    |       |       |
| 1.ª                                          | 2004/05             | 1                   | 0    | -    | -             | -             | -                  | 1                  | 0     |       |
| 1.ª                                          | 2005/06             | 18                  | 1    | -    | -             | 7             | 0                  | 25                 | 1     |       |
| 1.ª                                          | 2006/07             | 31                  | 2    | -    | -             | -             | -                  | 31                 | 2     |       |
| Total                                        | Total               | 50                  | 3    | -    | -             | 7             | 0                  | 57                 | 3     |       |
| Tecos de la UAG / Estudiantes Tecos · México |                     |                     |      |      |               |               |                    |                    |       |       |
| 1.ª                                          | 2007/08             | 30                  | 5    | -    | -             | -             | -                  | 30                 | 5     |       |
| 1.ª                                          | 2009/10             | 27                  | 6    | 3    | 1             | 2             | 0                  | 32                 | 7     |       |
| 1.ª                                          | 2010/11             | 33                  | 14   | 0    | 0             | -             | -                  | 33                 | 14    |       |
| Total                                        | Total               | 90                  | 25   | 3    | 1             | 2             | 0                  | 95                 | 26    |       |
| Monterrey · México                           |                     |                     |      |      |               |               |                    |                    |       |       |
| 1.ª                                          | 2008                | 8                   | 0    | -    | -             | -             | -                  | 8                  | 0     |       |
| Total                                        | Total               | 8                   | 0    | -    | -             | -             | -                  | 8                  | 0     |       |
| USMP · Perú                                  |                     |                     |      |      |               |               |                    |                    |       |       |
| 1.ª                                          | 2009                | 5                   | 1    | -    | -             | 1             | 0                  | 6                  | 1     |       |
| Total                                        | Total               | 5                   | 1    | -    | -             | 1             | 0                  | 6                  | 1     |       |
| Pachuca · México                             |                     |                     |      |      |               |               |                    |                    |       |       |
| 1.ª                                          | 2011/12             | 35                  | 8    | 0    | 0             | -             | -                  | 35                 | 8     |       |
| 1.ª                                          | 2012                | 12                  | 1    | 1    | 0             | -             | -                  | 13                 | 1     |       |
| Total                                        | Total               | 47                  | 9    | 1    | 0             | -             | -                  | 48                 | 9     |       |
| Santos Laguna · México                       |                     |                     |      |      |               |               |                    |                    |       |       |
| 1.ª                                          | 2013                | 6                   | 0    | 0    | 0             | 2             | 0                  | 8                  | 0     |       |
| 1.ª                                          | 2013/14             | 31                  | 4    | 3    | 1             | 6             | 0                  | 40                 | 5     |       |
| 1.ª                                          | 2014                | 12                  | 2    | 6    | 0             | -             | -                  | 18                 | 2     |       |
| Total                                        | Total               | 49                  | 6    | 9    | 1             | 8             | 0                  | 66                 | 7     |       |
| Monarcas Morelia · México                    |                     |                     |      |      |               |               |                    |                    |       |       |
| 1.ª                                          | Cl. 2015            | 14                  | 2    | -    | -             | 2             | 0                  | 16                 | 2     |       |
| 1.ª                                          | Ap. 2015            | 8                   | 1    | 7    | 3             | -             | -                  | 15                 | 4     |       |
| Total                                        | Total               | 22                  | 3    | 7    | 3             | 2             | 0                  | 31                 | 6     |       |
| Puebla · México                              |                     |                     |      |      |               |               |                    |                    |       |       |
| 1.ª                                          | Cl. 2016            | 7                   | 0    | 0    | 0             | 1             | 0                  | 8                  | 0     |       |
| 1.ª                                          | Ap. 2016            | 2                   | 0    | 4    | 0             | -             | -                  | 6                  | 0     |       |
| Total                                        | Total               | 9                   | 0    | 4    | 0             | 1             | 0                  | 14                 | 0     |       |
| Unión Argentina                              |                     |                     |      |      |               |               |                    |                    |       |       |
| 1.ª                                          | 2016/17             | 10                  | 0    | 0    | 0             | -             | -                  | 10                 | 0     |       |
| Total                                        | Total               | 10                  | 0    | 0    | 0             | -             | -                  | 10                 | 0     |       |
| Racing (C) Argentina                         |                     |                     |      |      |               |               |                    |                    |       |       |
| 3.ª                                          | 2018/19             | 4                   | 0    | 0    | 0             | -             | -                  | 4                  | 0     |       |
| Total                                        | Total               | 4                   | 0    | 0    | 0             | -             | -                  | 4                  | 0     |       |
| La Base Argentina                            |                     |                     |      |      |               |               |                    |                    |       |       |
| 1.ª                                          | 2021/22             | 12                  | 5    | -    | -             | -             | -                  | 12                 | 5     |       |
| Total                                        | Total               | 55                  | 5    | -    | -             | -             | -                  | 12                 | 5     |       |
| Total en su carrera                          | Total en su carrera | Total en su carrera | 361  | 60   | 24            | 5             | 21                 | 0                  | 406   | 65    |

## Palmarés

### Campeonatos nacionales
| Título          | Club          | País      | Año  |
| --------------- | ------------- | --------- | ---- |
| Copa México     | Santos Laguna | México    | 2014 |
| Torneo Apertura | La Base       | Argentina | 2022 |